# Langues judéo-romanes
Les langues judéo-romanes sont des langues juives issues des langues romanes parlées par les membres des communautés juives (et leurs descendants) originaires des régions où les langues romanes prédominent. Avec l'usage, elles se sont modifiées à un tel point qu'elles sont devenues des langues à part entière. 

## Langues
Parmi les langues judéo-romanes, on peut évoquer :  
- le judéo-catalan, parlé en Catalogne et aux Baléares jusqu'à l'expulsion de 1492,
- Le judéo-italien, qui n'est plus que parlé aujourd'hui par 200 personnes et qui était utilisé en Italie, à Corfou et le long des berges est de l'Adriatique et de la mer Ionienne
- le judéo-piémontais, qui fut parlé dans le Piémont du XVIe siècle jusqu'à la Seconde Guerre mondiale,
- le judéo-aragonais, parlé en Espagne du début du VIIIe siècle jusqu'à la promulgation du décret de l'Alhambra en 1492.

## Histoire
Le développement exact des langues judéo-romanes est encore inconnu aujourd'hui. Deux théories prédominent, l'une suggère qu'elles descendent des langues judéo-latines et leur développement s'est effectué en parallèle de celui des langues latines traditionnelles. L'autre affirme qu'elles se sont développées de façon totalement indépendante des langues maternelles. 